# 南極の気候

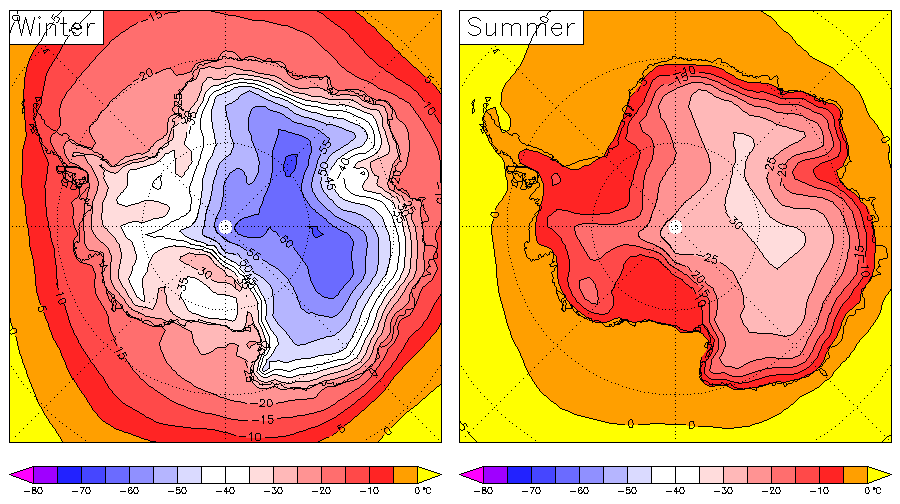
南極の気温。左が冬、右が夏。

南極の気候（なんきょくのきこう）は、南極大陸およびその周辺部における気候についての記事である。

## 概要
南極は地球上で最も寒冷な地域(=寒極)とされている。地球上で今までに記録された中で最も低い気温である−89.2℃は南極のボストーク基地で1983年7月21日観測された。これにより、南極は地球の寒極とされている。また、2010年8月10日にはドームA付近の氷原において、地表面温度が-93.2℃に達した。殆どの地域では、月平均気温は夏でも0℃を超えない。それと同時にとても乾燥している。年間降水量は平均166mmであり、降水量だけを考慮すれば砂漠に分類される。南極上空の大気は南極大陸性気団(cA)に覆われていて均質なため、前線はめったに大陸内部まで入り込まない。大陸のほとんどの部分で氷はまず融けず、圧縮され氷床を構成する氷河になる。
南極のほぼ全ての地域は氷雪気候（ケッペンの気候区分ではEF）で、年間を通じて極めて寒冷で、かつとても乾燥した気候である。外縁の海岸地帯だけはツンドラ気候（ケッペンの気候区分ではET）であり、短い夏の間は平均気温が0℃以上となる。また、内陸部よりも降水量が多い。
| 南極点の気候           | 南極点の気候  | 南極点の気候  | 南極点の気候  | 南極点の気候  | 南極点の気候  | 南極点の気候  | 南極点の気候  | 南極点の気候  | 南極点の気候  | 南極点の気候  | 南極点の気候  | 南極点の気候  | 南極点の気候    |
| 月                     | 1月           | 2月           | 3月           | 4月           | 5月           | 6月           | 7月           | 8月           | 9月           | 10月          | 11月          | 12月          | 年              |
| ---------------------- | ------------- | ------------- | ------------- | ------------- | ------------- | ------------- | ------------- | ------------- | ------------- | ------------- | ------------- | ------------- | --------------- |
| 最高気温記録 °C （°F） | −14 (7)       | −20 (−4)      | −26 (−15)     | −27 (−17)     | −30 (−22)     | −31 (−24)     | −33 (−27)     | −32 (−26)     | −29 (−20)     | −29 (−20)     | −18 (0)       | −13 (9)       | −13 (9)         |
| 平均最高気温 °C （°F） | −25.9 (−14.6) | −38.1 (−36.6) | −50.3 (−58.5) | −54.2 (−65.6) | −53.9 (−65)   | −54.4 (−65.9) | −55.9 (−68.6) | −55.6 (−68.1) | −55.1 (−67.2) | −48.4 (−55.1) | −36.9 (−34.4) | −26.5 (−15.7) | −46.27 (−51.28) |
| 平均最低気温 °C （°F） | −29.4 (−20.9) | −42.7 (−44.9) | −57.0 (−70.6) | −61.2 (−78.2) | −61.7 (−79.1) | −61.2 (−78.2) | −62.8 (−81)   | −62.5 (−80.5) | −62.4 (−80.3) | −53.8 (−64.8) | −40.4 (−40.7) | −29.3 (−20.7) | −52.03 (−61.66) |
| 最低気温記録 °C （°F） | −41 (−42)     | −57 (−71)     | −71 (−96)     | −75 (−103)    | −78 (−108)    | −82 (−116)    | −80 (−112)    | −77 (−107)    | −79 (−110)    | −71 (−96)     | −55 (−67)     | −38 (−36)     | −82 (−116)      |
| 平均月間日照時間       | 558           | 480           | 217           | 0             | 0             | 0             | 0             | 0             | 60            | 434           | 600           | 589           | 2,938           |
| 出典1：WeatherBase     |               |               |               |               |               |               |               |               |               |               |               |               |                 |
| 出典2：Cool Antarctica |               |               |               |               |               |               |               |               |               |               |               |               |                 |

| 昭和基地の気候                                          | 昭和基地の気候 | 昭和基地の気候 | 昭和基地の気候 | 昭和基地の気候 | 昭和基地の気候 | 昭和基地の気候 | 昭和基地の気候 | 昭和基地の気候 | 昭和基地の気候 | 昭和基地の気候 | 昭和基地の気候 | 昭和基地の気候 | 昭和基地の気候 |
| 月                                                      | 1月            | 2月            | 3月            | 4月            | 5月            | 6月            | 7月            | 8月            | 9月            | 10月           | 11月           | 12月           | 年             |
| ------------------------------------------------------- | -------------- | -------------- | -------------- | -------------- | -------------- | -------------- | -------------- | -------------- | -------------- | -------------- | -------------- | -------------- | -------------- |
| 最高気温記録 °C （°F）                                  | 10.0 (50)      | 8.0 (46.4)     | 3.6 (38.5)     | 0.5 (32.9)     | 2.8 (37)       | −0.7 (30.7)    | −2.5 (27.5)    | −2.8 (27)      | −1.1 (30)      | 2.6 (36.7)     | 7.3 (45.1)     | 9.4 (48.9)     | 10.0 (50)      |
| 平均最高気温 °C （°F）                                  | 2.0 (35.6)     | −0.5 (31.1)    | −4.3 (24.3)    | −7.6 (18.3)    | −10.7 (12.7)   | −12.1 (10.2)   | −14.1 (6.6)    | −15.8 (3.6)    | −14.9 (5.2)    | −10.8 (12.6)   | −4.0 (24.8)    | 1.1 (34)       | −7.6 (18.3)    |
| 日平均気温 °C （°F）                                    | −0.7 (30.7)    | −2.9 (26.8)    | −6.5 (20.3)    | −10.1 (13.8)   | −13.5 (7.7)    | −15.2 (4.6)    | −17.3 (0.9)    | −19.4 (−2.9)   | −18.1 (−0.6)   | −13.5 (7.7)    | −6.8 (19.8)    | −1.6 (29.1)    | −10.4 (13.3)   |
| 平均最低気温 °C （°F）                                  | −3.7 (25.3)    | −5.5 (22.1)    | −9.2 (15.4)    | −13.0 (8.6)    | −16.6 (2.1)    | −18.7 (−1.7)   | −20.8 (−5.4)   | −23.3 (−9.9)   | −22.0 (−7.6)   | −17.2 (1)      | −10.4 (13.3)   | −4.6 (23.7)    | −13.7 (7.3)    |
| 最低気温記録 °C （°F）                                  | −12.6 (9.3)    | −18.2 (−0.8)   | −25.2 (−13.4)  | −35.9 (−32.6)  | −40.5 (−40.9)  | −38.3 (−36.9)  | −42.7 (−44.9)  | −42.2 (−44)    | −45.3 (−49.5)  | −34.7 (−30.5)  | −25.0 (−13)    | −12.9 (8.8)    | −45.3 (−49.5)  |
| 平均降雪日数 （≥0 cm）                                  | 11.0           | 14.2           | 19.3           | 20.1           | 18.5           | 17.2           | 18.9           | 19.3           | 18.2           | 20.2           | 13.9           | 10.7           | 200.6          |
| % 湿度                                                  | 67             | 68             | 71             | 72             | 67             | 65             | 66             | 64             | 64             | 69             | 68             | 68             | 67             |
| 平均月間日照時間                                        | 375.7          | 203.2          | 120.1          | 58.0           | 17.7           | 0.0            | 4.8            | 64.1           | 136.5          | 191.0          | 316.0          | 434.6          | 1,925.9        |
| 出典：気象庁 (平均値：1981年-2010年、極値：1957年-現在) |                |                |                |                |                |                |                |                |                |                |                |                |                |

## 南極が北極より寒い理由

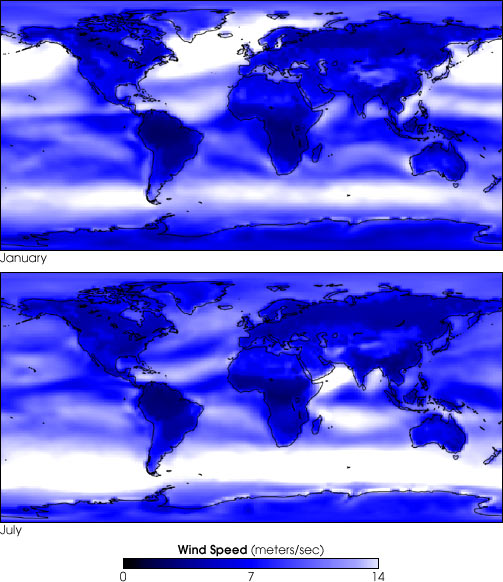
1月（夏）と7月（冬）の地球上の平均風速分布。南極海はどちらも白色であり、年間を通して風速が大きい。

北極の気候と比べると、南極の気候は寒く、より乾燥している。これは、南極の地形や海陸分布によるところが大きい。
まず、南極は北極と違って大陸であり、気候は気温の上下が大きい大陸性である。また、内陸のほとんどが分厚い氷河の上にあり標高も高いため、標高の低い北極点付近に比べ気温が更に低くなる。
それに加え、南極は周囲の大陸から孤立し、南極点を中心に位置している。このため、南極付近の冷たい空気と、その周囲の海上・陸上にある暖かい空気の温度差が非常に大きくなり、気圧差も大きくなる。高気圧側の南極（極高圧帯）から吹き出す風は、南極海で発達する低気圧や前線を通って上昇気流となり、上空で南極に戻っていく循環コースをたどる。低気圧が発達するとジェット気流や偏西風も発達するため、南極と北側の温かい空気はこの強風帯によって隔てられる。また、同じように海流も南極を取り巻くように流れており（南極環流）、暖かい海水が南極付近に流れ込みにくい構造となっている。これら、海と大気両方の壁によって、南極の寒さが保たれている。一方の北極は、海陸分布が崩れていること、北大西洋海流が北極海に流入していることなどから、寒さは維持されにくい。

## 歴史

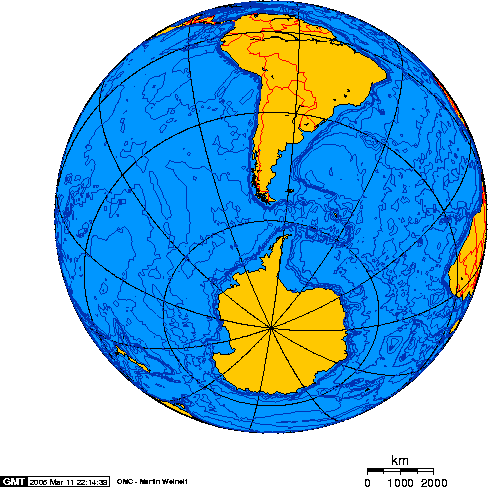
中央がドレーク海峡。この海峡の誕生により、南極の寒冷化が進行した。

およそ2億年前、南極は南米、アフリカ、アラビア半島、インド、オーストラリアなどとともに、ゴンドワナ大陸と呼ばれる一つの巨大な大陸をなしていた。その頃南極大陸には氷床は無く、温暖な気候だった。そして樹木と大型動物が数多く生息していた。現在では、氷河の下の地層と化石だけが南極が暖かかったことを証明している。特に、炭層の分布は森林があったことを示している。
プレートテクトニクス理論によると、南極大陸はゴンドワナ大陸から分裂し、ゆっくりと現在の位置、つまり南極点の辺りへ移動した。しかし移動後も、現在よりは温暖な気候だった。南極が寒冷化したのは、およそ3000万年前に南極が南アメリカ大陸からも分かれ、ドレーク海峡ができたことによる。西から東への風が常に周回するようになり、海流も同じように南極海を周回する南極環流ができた。この取り囲む気流と海流が熱の移動を妨げ、南極を冷やした。およそ500万年前、鮮新世が始まった頃に南極は氷に覆われた。

## 気温

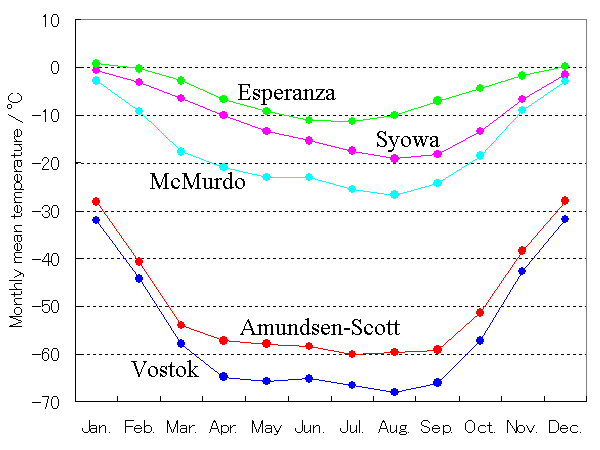
南極観測基地の月平均気温（■ エスペランサ基地、■ 昭和基地、■ マクマード基地、■ アムンゼン・スコット基地（南極点）、■ ボストーク基地）

南極大陸は非常に寒冷であり、2018年には気温が−97.8℃に達したことが報告されている。観測史上の最高気温は、2020年 2月6日に南極半島北端にあるアルゼンチン管轄のエスペランサ基地で観測された18.3℃である。
緯度と標高と海からの距離によって気温は異なる。内陸部の寒極では年平均気温は−57℃と推定され、寒極に近いボストーク基地では−55.3℃、南極点では−49.5℃である。海岸はこれより温暖であり、海岸に近い昭和基地の年平均気温は−10.5℃である。また、緯度が比較的高く、かつ海沿いのマクマード基地では、月平均気温は8月が最も低く−27℃で1月が最も高く−3℃である。なお、南極点での観測史上最高気温は−13.6℃である。
東南極は、西南極よりも標高が高いので、気温が低い。一方、海に近い地域では、夏に当たる1月の最高気温の平均はめったに0℃を下回らない。南極半島は、緯度が低く、周囲を海に囲まれている影響で、南極の中で一番気候が穏やかである。南極半島先端にあるエスペランサ基地の年平均気温は−5.2℃で、前述のように南極大陸の最高気温を記録したこともある。
通常、高度が上がるにつれ気温は逓減するが、内陸部の高地においては特に冬季に20度を超えるような逆転層が生じる。これは風が弱いときに放射冷却が起こると著しく現れる。

### 寒さに関するトリビア
- マイナス40℃ほどであれば、南極で立ち小便をしても、尿は凍る前に地表に達する。尿が棒のように凍ることはない[13]。
- 昭和基地で日本の第50次隊が高野豆腐を作る実験をしている[14]。

## 降水量

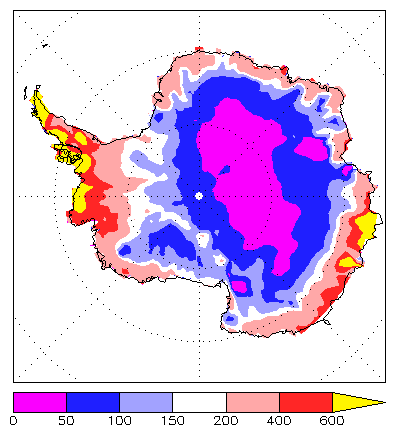
南極大陸の平均年降水量分布 (mm)

南極大陸全体の平均年間総降水量はおよそ166mmである（Vaughan et al., J climate, 1999年）。実際には降水量には地域によってかなり差がある。大陸内部の高地では少なく、一年に50mmくらいである。逆に南極半島の辺りでは多い。ちなみに、乾燥限界未満の降水量であれば乾燥帯に分類されるが、寒帯ではこの分類が適用されない。
南極のほぼ全域では、降水現象というと雪のみであり、雨が降らない。降水量は実際に降った雪の深さ（降雪量）ではなく、同量の水が降ったもの（降水量）として記録する。
南極の空気は、低温のためもともと飽和水蒸気量が少なく、唯一の水である氷はほとんど蒸発しないため、湿度が低く、とても乾燥している。そのため、科学者や探検家といった現地に滞在する者にとっては、肌の乾燥や唇のひび割れがつきものの問題となる。

## 滑降風

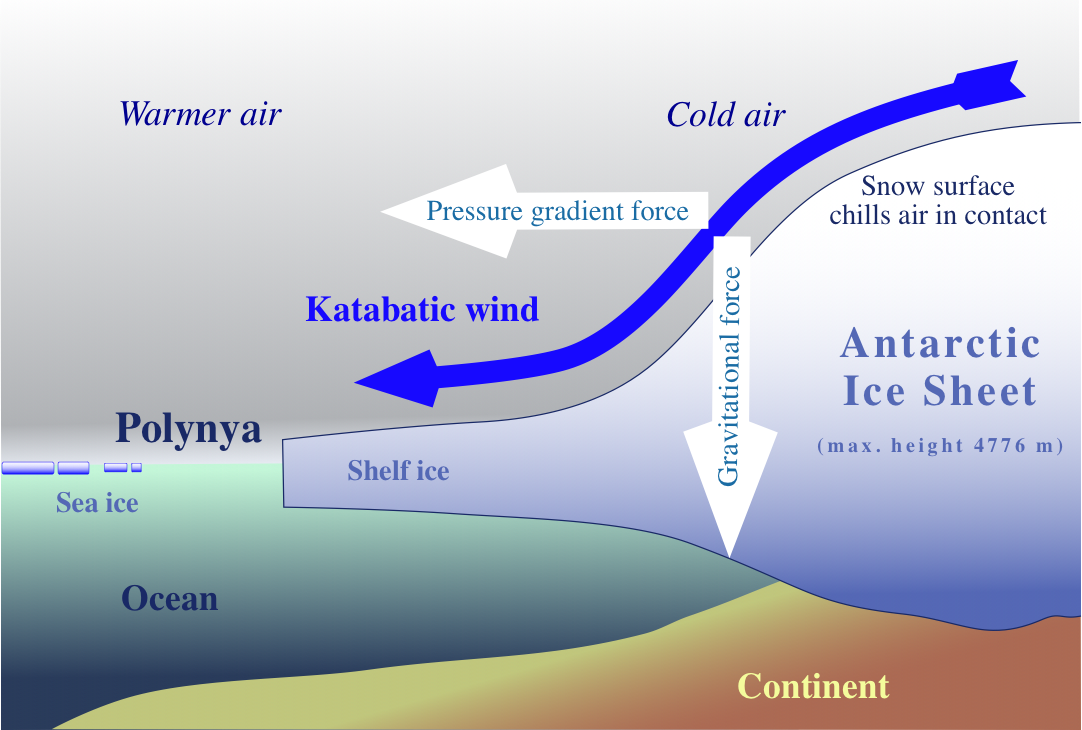
南極における滑降風の概念図。その名の通り滑り降りる風である

南極大陸の沿岸部は滑降風が強い。南極における滑降風とは、大陸内部の氷床によって大気が冷え、重くなり、標高の高い中央部から低い沿岸部へと滑り落ちることにより吹く強風のことである。その風速は、昭和基地ではおよそ秒速10メートル、沿岸の基地全般では平均およそ秒速11メートル、1912年から1913年にかけてのデニソン岬では年間平均風速が秒速19.5メートル、最大風速は100メートルほどに達した。南極の滑降風にはさまざまな特徴がある。風向きが決まっている、ほぼ毎日、主に午前中に吹く、積雪を巻きあげて地吹雪となることが多い、沿岸に低気圧があるとさらに強まる、などである。

## 南極を覆う氷
南極大陸のほぼ全ては氷床に覆われていて、平均の厚さは少なく見積もっても約1.6km、体積はおよそ3000万立方キロメートルである。南極には全世界の氷の90%と、全世界の淡水の70%以上が存在するといわれている。もしも、南極を覆う陸上の氷が全て融解した場合、世界の海面は60m以上上昇すると予想されている。これは日本だと関東地方の大半と大阪、名古屋、福岡などの主要都市が、世界だとニューヨーク、ロンドン、シドニーなどの大都市及び中国大陸の東側の多くが水没してしまう結果となる。地球温暖化によって氷床が融解し、海面上昇を加速することが懸念されている（詳しくは#氷床の変化節を参照）。
| 南極の地形の内訳（Drewry, 1983年のデータによる）  | 南極の地形の内訳（Drewry, 1983年のデータによる） | 南極の地形の内訳（Drewry, 1983年のデータによる） | 南極の地形の内訳（Drewry, 1983年のデータによる） | 南極の地形の内訳（Drewry, 1983年のデータによる） | 南極の地形の内訳（Drewry, 1983年のデータによる） |
|                                                   | 面積 (km²)                                       | 割合                                             | 氷の厚さの平均 (m)                               | 体積 (km³)                                       | 割合                                             |
| ------------------------------------------------- | ------------------------------------------------ | ------------------------------------------------ | ------------------------------------------------ | ------------------------------------------------ | ------------------------------------------------ |
| 陸上の氷床                                        | 11,965,700                                       | 85.97%                                           | 2,450                                            | 29,324,700                                       | 97.39%                                           |
| 棚氷                                              | 1,541,710                                        | 11.08%                                           | 475                                              | 731,900                                          | 2.43%                                            |
| アイスライズ                                      | 78,970                                           | 0.57%                                            | 670                                              | 53,100                                           | 0.18%                                            |
| 氷河（合計）                                      | 13,586,380                                       | 97.62%                                           | 2,160                                            | 30,109,800¹                                      | 100.00%                                          |
| 岩の露頭                                          | 331,690                                          | 2.38%                                            | ―                                                | ―                                                | ―                                                |
| 南極全体                                          | 13,918,070                                       | 100.00%                                          | 2,160                                            | 30,109,800¹                                      | 100.00%                                          |
| ¹四捨五入してあるため、各値の合計とは若干異なる。 |                                                  |                                                  |                                                  |                                                  |                                                  |

| 地域ごとの氷のデータ （Drewryら, 1982年・1983年 による。）                                                    | 地域ごとの氷のデータ （Drewryら, 1982年・1983年 による。） | 地域ごとの氷のデータ （Drewryら, 1982年・1983年 による。） | 地域ごとの氷のデータ （Drewryら, 1982年・1983年 による。） |
| 地域名 | 面積 (km²)                                                 | 氷の厚さ の平均 (m)                                        | 体積 (km³)                                                 |
| --- | ---------------------------------------------------------- | ---------------------------------------------------------- | ---------------------------------------------------------- |
| 東南極 |                                                            |                                                            |                                                            |
| 陸上の氷 | 9,855,570                                                  | 2,630                                                      | 25,920,100                                                 |
| 棚氷 | 293,510                                                    | 400                                                        | 117,400                                                    |
| アイスライズ                                                                                                  | 4,090                                                      | 400                                                        | 1,600                                                      |
| 西南極（南極半島を除く）                                                                                      |                                                            |                                                            |                                                            |
| 陸上の氷床 | 1,809,760                                                  | 1,780                                                      | 3,221,400                                                  |
| 棚氷 | 104,860                                                    | 375                                                        | 39,300                                                     |
| アイスライズ                                                                                                  | 3,550                                                      | 375                                                        | 1,300                                                      |
| 南極半島 |                                                            |                                                            |                                                            |
| 陸上の氷床 | 300,380                                                    | 610                                                        | 183,200                                                    |
| 棚氷 | 144,750                                                    | 300                                                        | 43,400                                                     |
| アイスライズ                                                                                                  | 1,570                                                      | 300                                                        | 500                                                        |
| ロス棚氷 |                                                            |                                                            |                                                            |
| 棚氷 | 525,840                                                    | 427                                                        | 224,500                                                    |
| アイスライズ                                                                                                  | 10,320                                                     | 500                                                        | 5,100                                                      |
| フィルヒナー・ロンネ棚氷                                                                                      |                                                            |                                                            |                                                            |
| 棚氷 | 472,760                                                    | 650                                                        | 307,300                                                    |
| アイスライズ                                                                                                  | 59,440                                                     | 750                                                        | 44,600                                                     |
| 注) アイスライズ(ice rise) : 平らな台地状の氷の丘のこと。棚氷の底面が再び海底に接し、陸に支えられているもの。 |                                                            |                                                            |                                                            |

### 棚氷

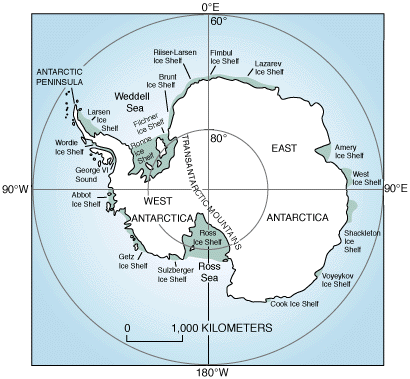
南極棚氷, 1998年

南極の殆どの海岸線は棚氷（海に浮く氷床）か氷壁（陸上の氷）である。棚氷は、ゆっくりと後続の氷河に押し出されていくのに伴って、融けたり細かく分裂したりする。既に水に浮いている棚氷が融けても海水準は殆ど変化しないが、それによって後続の氷河の流下速度を速める可能性がある。
南極半島周辺の海岸沿い氷河の変遷
- 1936〜1989年: Wordie棚氷が明らかに小さくなる。
- 1995年: プリンスグスタフ海峡から氷が無くなる (Prince Gustav Channel)。最期に氷が無くなったのはおよそ1900年前〜6500年前の間であり、それはおそらく完新世の気候最温暖期と思われる。
- ラーセン棚氷の一部が過去何十年かの内に分裂。  
  - 1995年: ラーセンA棚氷が1月に崩壊。
  - 2001年: ラーセンB棚氷（広さ3,250 km²）2月に崩壊。

ロス棚氷とラーセン棚氷も参照のこと。

## 気候変動
南極における気象観測は1950年代に遡る。数十年以上の観測記録がある基地は比較的少なく、観測網は充分でなかった。

### 表面温度の変化

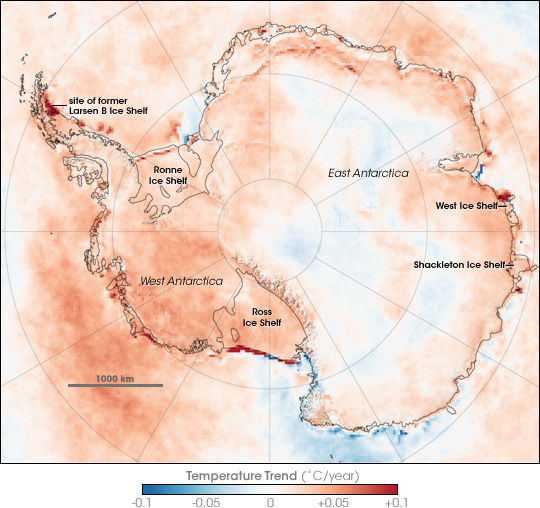
人工衛星ノアの観測による1981年から2007年までの南極大陸地表面の温度変化（■ 上昇、■ 低下）。（表面から1mm程度までの領域の温度変化で、気温のそれとは異なる。）

衛星による赤外線観測によれば、南極大陸および周辺海域の地面・雪氷・水面の表面温度は、多くの部分で上昇している（右図）。場所によっては、1981～2007年の間に、平均して0.1℃/年以上の上昇も観測された。その一方で大陸中央部から東南極地域にかけては殆ど温度が変わらないか、むしろ下降している地域も見られた。
このように地域によって表面温度の変化傾向が異なる理由としては、複数の要因が提唱されている。たとえば、
- 周囲の海の温暖化により降雪量が増え、その雪が表面温度を下げている可能性[23]
- 紫外線を吸収するオゾン層の消失により成層圏が寒冷化し、南極点の周りを回転する極循環を強め、その極渦がより温暖な気団の内陸部への進入を妨げている可能性[23][24]

等が指摘されている。

### 地表面付近の気温の変化
表面温度同様、地表面付近の温度変化の傾向には南極の中でも地域差がある。東南極では比較的変化が乏しく、温暖化・寒冷化の判断の別は報告間や解析対象とした季節で異なる。一方、西南極や南極半島では温暖化傾向が報告されている。
南極全体の近年の地表面付近気温の傾向については観測データが少なく、過去の気温変化の再構築結果は、少なくとも2008年頃までは温暖化・寒冷化両方の報告が見られた。2002年のDoranら、2007年のChapmanらはそれぞれ南極全体では寒冷化していると見積もった。2008年のMonaghanらは計算条件により寒冷化・温暖化両方の傾向を見積もった。2009年のSteigらはDoranら、Chapmanら、Monaghanらによる再構築の欠陥を指摘し、温暖化していると見積もった（右図）。
2012年のSchneiderらは新しいデータを用いて、Chapmanら、Monaghanら、Steigらの主要な３つの手法でそれぞれ再構築を行った結果、どの手法を用いても、この半世紀は平均約0.1℃/10年のペースで温暖化しているとの見積もりになると報告している。

### 海氷の変化
1979年に人工衛星による観測が始まって以来、南極の海氷の総量は増加してきた。2008年の海氷は記録的な量を観測し、2009年も平年より著しく多いと報告されている。これは積もった雪が表面を断熱することによる短期的な効果で、中長期的には海氷も減少すると予測されている。

### 降水量の変化
2007年のIPCC第4次評価報告書によるまとめでは、ほぼ全ての気候モデルが降水量（降雪）の増加を予想している。これによって増えた雪が大幅に融解しない場合は、これは海水準を下げる方向に作用する。一方2007年時点では、降水量に明確な変化が見られないと報告されている。
2009年の英国南極調査研究所によるまとめでは、南極氷床中央部における氷雪の増加により、海面上昇量が数cm抑えられると見積もっている。

### 氷床の変化

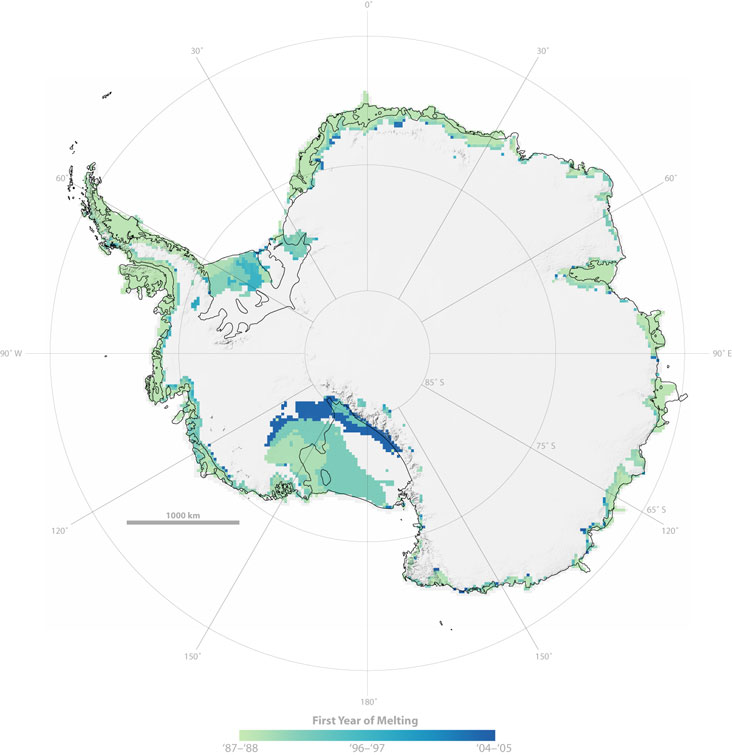
NASAにより新たに融雪の観測された領域(2007年)。

これまでの氷床の増減については、2007年のIPCC第4次評価報告書による既存の報告のまとめでは、いずれも西南極においては減少、東南極においては増加もしくは横ばいで推移してきたと見積もられた。南極半島周辺では、広範囲で氷河が後退していると見られることが報告された。一方で1961～2003年の間の南極全体での増減の見積もりについては、平均年間100Gtの増加から200Gtの減少まで幅があった。
近年は雪氷や氷床の減少が複数報告され、IPCC第4次評価報告書の見積もりよりも海面上昇幅が大きくなる可能性が指摘されている。2007年には雪氷の融解地域の拡大等が確認されている（右図）。
2009年には既に融解が観測されていた西南極氷床だけではなく、安定していると見られていた東南極氷床でも氷量の減少が報告されている。またラーセン棚氷のような大規模な棚氷の崩壊によって陸上の氷が海に流入・融解する速度が速まることが懸念されている。2010年の報告では、世界の海面上昇量がIPCC第4次評価報告書の記載値(最大59cm)を上回り、今世紀中に1～2mを超える可能性が指摘されている。

### 気候
- 昭和基地の気象データ（気象庁）
- 英国南極調査所
  - 南極観測基地の気候データ
  - READERプロジェクトによる気温データ
  - 南極の天気と気候についてのパンフレット
  - 近年の棚氷の分離に関する情報
- 南極点にあるアムンゼン・スコット基地の気温の統計
- Getting into hot water – global warming and rising sea levels Australian Academy of Science, May 2008.
- “AWS and AMRC Real-Time Weather Observations and Data”. University of Wisconsin-Madison's Antarctic Weather Stations Project and Antarctic Meteorological Research Center. 2005年5月31日閲覧。
- Antarctica Climate and Weather Paul Ward

### 南極の氷
- “Sea 氷 Index - Trends in extent - Southern Hemisphere (Antarctic)”. National Snow and 氷 Data Center. 2009年1月9日閲覧。
- “Coastal-Change and Glaciological Maps of 南極”. USGS Fact Sheet 2005-3055. 2005年5月31日閲覧。
- “Coastal-Change and Glaciological Maps of 南極”. USGS Fact Sheet 050-98. 2005年2月28日閲覧。
  - “Coastal-change and glaciological map of the Eights Coast area, 南極; 1972-2001”. U.S. Geological Survey Scientific Investigations Series Map, I-2600-E. 2005年2月28日閲覧。
  - “Coastal-change and glaciological map of the Bakutis Coast area, 南極; 1972-2002”. U.S. Geological Survey Scientific Investigations Series Map, I-2600-F. 2005年2月28日閲覧。
  - “Coastal-change and glaciological map of the Saunders Coast area, 南極; 1972-1997”. U.S. Geological Survey Scientific Investigations Series Map, I-2600-G. 2005年2月28日閲覧。
- “Satellite Image Atlas of 氷河s of the World -- 南極”. U.S. Geological Survey Professional Paper 1386-B. 2005年2月28日閲覧。